# Sielec (powiat Staszowski)
Sielec is een dorp in de Poolse woiwodschap Święty Krzyż. De plaats maakt deel uit van de gemeente Staszów en telt 308 inwoners.